# Kościół Najświętszego Serca Pana Jezusa w Niemierzu
Kościół pw. Najświętszego Serca Pana Jezusa w Niemierzu – rzymskokatolicki kościół filialny, należący do parafii pw. św. Franciszka z Asyżu w Charzynie, dekanatu Gościno, diecezji koszalińsko-kołobrzeskiej, metropolii szczecińsko-kamieńskiej, w Niemierzu, w województwie zachodniopomorskim.
Odpust Kościoła w Niemierzu odbywa się w uroczystość Najświętszego Serca Pana Jezusa.

## Historia
Budowla pochodzi z XIV w. i jest najstarszą tego typu świątynią na ziemi kołobrzeskiej. Kolejne rozbudowy kościoła miały miejsce w XV-XVI w. W 1741 r. i 1876 r. świątynia była odrestaurowywana. 

## Architektura
Kościół został zbudowany z cegły i kamienia. Jest to budowla jednonawowa, na planie prostokąta wraz z niewyodrębnionym prezbiterium zakończonym trójbocznie. 

## Wyposażenie
W kościele znajduje się:
- barokowy ołtarz z XVIII w.,
- barokowa ambona z 1777 r.